# Pés secos, pés molhados

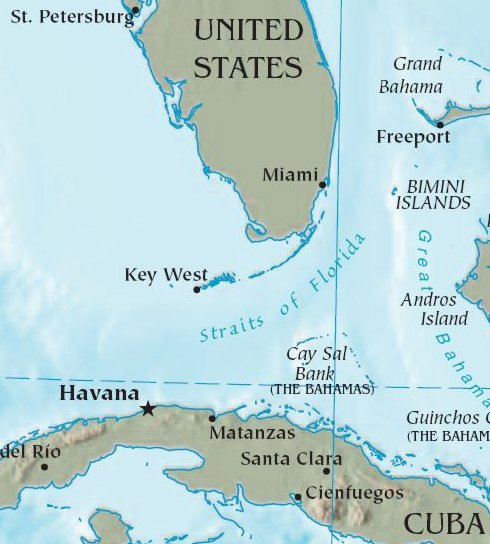
Cuba está a 145 quilômetros (90 milhas) ao sul da Flórida, Estados Unidos.

A política de pés molhados, pés secos (em inglês, wet feet, dry feet policy) foi uma política do Governo dos Estados Unidos sobre a Imigração cubana em seu país, que foi consequência da revisão de 1995 da Lei de Ajuste Cubano (em inglês: Cuban Adjustment Act). Consistia em permitir a entrada de imigrantes da ilha somente se tivessem pisado na costa americana. Foi abolida pela administração Obama em 12 de janeiro de 2017.

## História
A política de imigração de cubanos para os Estados Unidos é regida desde 1966 pelo Cuban Adjustment Act, que basicamente diz que qualquer pessoa que saiu de Cuba sem autorização e entrou nos Estados Unidos (incluindo suas águas interiores) estaria autorizado a obter o cartão de residência permanente um ano depois.
Após discussões com o governo cubano, o governo Bill Clinton chegou a um acordo com Cuba que as pessoas interceptadas não seriam mais admitidas em águas dos EUA. Desde então, os cubanos detidos nas águas entre as duas nações (com "pés molhados") seriam enviados de volta a Cuba ou enviados para um terceiro país, enquanto aqueles que chegassem à costa ("pés secos") teriam a oportunidade de permanecer nos Estados Unidos e posteriormente solicitar residência permanente legal, de acordo com o Adjustment Act.
Em 12 de janeiro de 2017, o presidente Barack Obama anunciou o fim imediato da política “pé molhado, pé seco”, indicando que os imigrantes cubanos seriam tratados da mesma forma que os de outras nacionalidades., Assim como todos os cubanos que tentarem permanecer irregularmente nos Estados Unidos a partir de 12 de janeiro serão devolvidos, junto com isso, Cuba decidiria quais pessoas poderiam ser elegíveis para não permanecer no país em que estavam..  A medida foi tomada em um acordo entre os dois países assinado em Havana naquele mesmo dia, no qual o governo cubano também concordou em aceitar o retorno dos cidadãos cubanos que participaram do Êxodo de Mariel de 1980 .. O governo de Raúl Castro descreveu a decisão como "um passo importante no avanço das relações bilaterais". Após o início do degelo cubano em 2014, o fim da política tornou-se previsível, o que levou a um aumento no número de imigrantes cubanos.